# Szmrecsányi Pál
Szmrecsányi Szmrecsányi Pál Zsigmond Félix Benjámin (Daróc, 1846. május 2. – St. Moritz, 1908. augusztus 8.) magyar katolikus pap, szepesi, majd nagyváradi püspök, főrend.

## Pályafutása
Az ősrégi nemesi származású szmrecsányi Szmrecsányi család sarja. Atyja Szmrecsányi Ödön (1812–1887), anyja báró berzeviczei és kakaslomniczi Berzeviczy Mária (1819–1888) volt. Szmrecsányi Lajos érsek és Szmrecsányi Miklós művészettörténész bátyja.
Hat eperjesi középiskolai osztály után 1862-ben egri kispapként tanult tovább, az egri ciszterci gimnáziumban érettségizett. 1865-től a Központi Papnevelő Intézet növendéke, a papnevelő önképzőkör elnöke, a Pesti Királyi Tudományegyetemen teológiát végzett. 1869. július 25-én pappá szentelték; szeptember 22-től Nyíregyházán, 1870-től Makláron káplán, majd az egri főszékesegyház hitszónoka volt. 1871-től Bartakovics Béla érsek udvari papja, 1875-től érseki titkár, 1879-től címzetes kanonok, 1881-től irodaigazgató, 1886. március 19-től kanonok. Jövedelmének tetemes részét műtárgyakra és könyvekre költötte. 1888-tól thypultai címzetes apát, 1891-től az egri jogakadémia (Líceum) igazgatója lett.

### Püspöki pályafutása
1891. december 4-én szepesi püspökké nevezték ki, ezt XIII. Leó pápa december 17-én erősítette meg. 1892. március 27-én szentelték püspökké, székét május 15-én foglalta el.
1903. május 10-én áthelyezték a nagyváradi püspöki székbe. A Szent László Társulat egyházi elnöke. Mindkét helyen számos iskolát és templomot építtett, adományokkal és alapítványokkal segített a rászorulókon. Nagyváradon külön gondja volt a nyugdíjas papokra. Új szabályzatot készíttetett, és az anyagi fedezet nagy részét magára vállalta. Betegségét külföldön gyógyíttatta.

## Művei
- Egri Egyházmegyei Közlöny 1893:67. (Szmrecsányi Pál szepesi püspök pohárköszöntője).[1]